# Ди Браун
Дорис Александър Браун (на английски: Dorris Alexander Brown), по-известен като Ди Браун (на английски: Dee Brown), е американски историк и писател, автор на произведения в жанровете исторически роман и уестърн.

## Биография и творчество
Ди Браун е роден в център на дървосекачи на 28 февруари 1908 г. в Рой, Луизиана, САЩ, в семейството на Даниъл Александър Браун и Лулу Кранфорд. Има брат и 2 сестри. Баща му умира, когато той е на 5 г., и майка му се премества в Стивънсън, окръг Уошито, Арканзас. Там майка му работи в местната поща, а той е отгледан от баба си, чийто баща е известният народен герой на Америка Дейви Крокет (1786 – 1836) и която му разказва истории за рода и за Гражданската война.
През 1920 г. градчето преживява период на петролен бум и през 1924 г. семейството се премества в Литъл Рок, окръг Пуласки, за да могат децата да получат по-добро образование в гимназията. Ди Браун става редовен посетител на обществената библиотека и открива произведенията на Шъруд Андерсън, Джон Дос Пасос, Уилям Фокнър и Джоузеф Конрад, развивайки траен интерес към историята. В Литъл Рок се запознава в различни играчи от местния отбор по бейзбол и особено с главния играч, индианеца Мойсей Дж. „Жълтия кон“ от племето мускоги, което променя отношението му към коренните жители на Америка.
След завършването на гимназията през 1927 г. започва работа като печатар във вестник „Харисън Дейли Тоймс“ в Харисън, окръг Буун. Там публикува и първия си очерк като журналист за торнадото в „Грийн Форест“. През 1928 г. отива да учи в колежа на Арканзас (сега Университет на Арканзас), който завършва през 1931 г. с бакалавърска степен по история. В колежа е редактор на студентския вестник и прекарва стажа си в библиотеката, което предопределя дългогодишната му професия на библиотекар. Особено влияние му оказва професор Дийн Д. Макбраян, който го насочва към писателската кариера. В колежа среща и съпругата си Сали Страуд, с която има 2 деца.
В разгара на Голямата депресия отива във Вашингтон, където учи във Вашингтонския университет и работи на непълно работно време в компанията „Мариот“. Завършва през 1935 г. с бакалавърска степен по библиотечни науки. В периода 1934 – 1942 г. работи в библиотеката на Министерството на земеделието. Докато работи в библиотеката, започва да пише романи. Първоначално пише политическа сатира, но творбите му не са публикувани. По искане на издателите започва да пише на патриотични теми и първият му роман Wave High the Banner е публикуван през 1942 г., месеци преди да бъде мобилизиран. Той разказва история за Дейви Крокет, вдъхновен от историите за него, разказани от баба му.
По време на Втората световна война работи към библиотеката на Военното министерство на полигона „Абърдийн“, без да излиза от страната, до нейното закриване през 1947 г. По време на службата си обикаля страната и има пълен достъп до националните архиви, вкл. пълен фотографски запис на американската експанзия на запад. Там среща и Мартин Ф. Шмидт, с когото след войната, под редакцията на Максуел Пъркинс, пише в съавторство три документални книги за историята на Запада, които са обилно илюстрирани. Тези произведения дават тласък на писателската му кариера.
В периода 1948 – 1972 г. е библиотекар в Колежа по земеделие на Университета на Илинойс в Ърбана-Шампейн. Там през 1950 г. получава магистърска степен по библиотечни науки и става и преподавател в университета, достигайки до професорска титла. Продължава да пише романи, като през 1958 г. излиза документалната му книга, станала бестселър, The Gentle Tamers: Women of the Old Wild West.
През 50-те и 60-те години пише уестърни, хумористичен роман, юношеска литература и исторически книги, като Showdown At Little Big Horn, публикувана през 1964 г.
Най-известното му произведение става „Погребете сърцето ми в Ундид Ний“, издадено през 1970 г. То става бестселър и открива за обикновения американец, и за света, историята на Американския Запад, видяна от гледната точка на самите индианци, за насилието и подтисничеството, претърпени от тях в резултат на американския експанзионизъм. Книгата е преведена на повече от 30 езика и е издадена в над 5 милиона екземпляра. Тя остава като един от крайъгълните камъни в научнопопулярната историческа литература за експанзията на запад. През 2007 г. по мотиви романа е филмиран едноименен филм с участието на Ейдън Куин, Адам Бийч и Август Шеленберг.
След пенсионирането си се оттегля със съпругата си в Литъл Рок и в продължение на 27 години продължава да пише. Автор е общо на 29 книги. През 1984 г. за цялостното си творчество е удостоен с наградата „Оуен Уистър“ от Асоциацията на писателите на уестърни.
Понякога е критикуван от историците, че се фокусира в произведенията си върху конфликтите на индианците с белите заселници, а не върху техния бит и култура, на което неговият кратък отговор е: „Имам документи, които да доказват всичко“.
Ди Браун умира от вродена сърдечна недостатъчност на 12 декември 2002 г. в Литъл Рок, Арканзас. Погребан е в Ърбана, Илинойс, където е и гробът на съпругата му. Библиотеката в Литъл Рок е кръстена на негово име.

## Произведения

### Самостоятелни романи
- Wave High the Banner (1942)
- Grierson's Raid (1954)
- Yellowhorse (1956)
- Cavalry Scout (1958)
- The Girl from Fort Wicked (1964)
- Showdown At Little Big Horn (1964)
- Action At Beecher Island (1967)
- Creek Mary's Blood (1980)
- Killdeer Mountain (1983)
- Conspiracy of Knaves (1987)
- Beyond What You See (1995)
- The Way to Bright Star (1998)

### Сборници
- Campfire Tales of the American Indians (1979)
- Tepee Tales of the American Indian (1979)
- Dee Brown's Folktales of the Native American: Retold for Our Times (1993)
- Best of Dee Brown's West (1997)
- Dee Brown's Civil War Anthology (1998)

### Документалистика
- Fighting Indians of the West (1948) – с Мартин Ф. Шмит
- Trail Driving Days (1952) – с Мартин Ф. Шмит
- The Settlers' West (1955)
- The Gentle Tamers: Women of the Old Wild West (1958)
- Morgan's Raiders (1959)
- Fort Phil Kearny: An American Saga (1962) – издадена и като The Fetterman Massacre
- Bury My Heart at Wounded Knee (1970) – със Сам Браун, издадена и като Saga of the Sioux
Погребете сърцето ми в Ундид Ний: Завоюване на Американския запад 1860 – 1890 г., изд. „Земиздат“ (1989), прев. Владимир Георгиев
- Story of the Plains Indians (1973)
- The Westerners (1974)
- Women of the Wild West (1975)
- The Year of the Century (1975)
- Hear That Lonesome Whistle Blow (1977)
- Wounded Knee: An Indian History of the American West (1978)
- American Spa: Hot Springs, Arkansas (1982)
- The Galvanized Yankees (1986)
- Wondrous Times on the Frontier (1991)
- When the Century Was Young (1993)
- The American West (1994)
- Images of the Old West (1996)

### Филмография
- 2007 Bury My Heart at Wounded Knee – тв филм